# Карамзинизм
Карамзини́зм — направление в русской литературе 1790—1820-х годов, пытавшееся формировать русский литературный язык на основе рационального эстетического подхода, используя европейские образцы. Оппонентами карамзинистов являлись архаисты. В конце 1810-х годов в противовес оплоту архаистов «Беседе любителей русского слова» карамзинисты оформились в литературное общество «Арзамас».

## Термин
Термин «карамзинизм» ввёл Юрий Тынянов в начале 1920-х; в 1960-х понятие карамзинизма значительно развил и углубил Юрий Лотман.

## Идеи
Как архаисты, так и карамзинисты были озабочены формированием языка для образованной части русского общества, которое тогда ассоциировалось с аристократией. Этот язык должен был занимать промежуточное положение между «высоким стилем» церковно-славянского языка и «низким стилем» простонародного языка, поэтому ему дали название «средний стиль».
Только если архаисты действительно хотели осуществить некий синтез церковно-славянского языка (как они его понимали) с простонародным, то карамзинисты находили, что:
Светские дамы не имеют терпения слушать или читать их <русские комедии и романы>, находя, что так не говорят люди со вкусом.
Таким образом, для карамзинистов на первый план выходили эстетические свойства языка, которых они намерены были добиваться, обильно используя перифразы и при необходимости не останавливаясь перед иностранными заимствованиями. Такой подход, при котором считалось возможным конструировать язык искусственно, без учёта исторических условий, шёл от увлечения философией рационализма:

Основой общественной и литературной концепции карамзинистов была вера в прогресс: нравственное улучшение человека, политическое улучшение государства, успехи разума и прогресс литературы составляли для них разные грани единого понятия цивилизации. Отношение к ней было безусловно положительным. Литература мыслилась как существенная составная часть этого поступательного развития, и успехи её не отделялись от общих успехов просвещения.

В споре карамзинистов с архаистами трудно назвать победителя. Впоследствии полемика получила продолжение в виде дискуссии между «западниками» и «славянофилами».

## Представители
Основные представители: Николай Карамзин, Иван Дмитриев, Василий Жуковский, Константин Батюшков, Петр Вяземский, В. Л. Пушкин, Д. В. Дашков, Александр Тургенев, Воейков, молодой Пушкин.